# 田村勝彦
田村 勝彦（たむら かつひこ、1947年7月31日 - ）は、日本の男性俳優・声優。群馬県出身。身長160cm。体重63kg。文学座所属。

## 略歴
主に舞台で活躍。洋画や海外ドラマの吹き替えも行っている。
第55回文化庁芸術祭優秀賞受賞。

## 主な出演作品（俳優）

### テレビドラマ
- 雑居時代 第3話「生けにえの引越し」（1973年、NTV / ユニオン映画） - 応援団員・植松役
- 「おていちゃん」NHK
- 「日本沈没」TBS
- 「求婚家族」CX
- 土曜ドラマ「松本清張シリーズ・依頼人」（1977年、NHK） - 設備屋
- 白い巨塔（1978年、フジテレビ）
- 日曜恐怖シリーズ「怪しの海」（1978年、フジテレビ）
- ザ・サスペンス「松本清張の馬を売る女」（1982年、TBS / 大映テレビ）
- 熱帯夜（1983年、フジテレビ）
- 凪の光景（1990年、テレビ朝日）
- 「眠れない夜をかぞえて」TBS
- 葵 徳川三代（2000年、NHK） - 阿部正次 役
- 火曜サスペンス劇場「身辺警護10」（2002年、日本テレビ）
- 月曜ミステリー劇場「湯の町コンサルタント2」（2003年、TBS） ‐ 村山学 役
- 新幹線をつくった男たち（2004年、テレビ東京）
- 「モンスターペアレント」CX
- 遺留捜査 第6話（2011年、テレビ朝日）
- 水曜ミステリー9「多摩南署たたき上げ刑事・近松丙吉9 見知らぬ死体」（2012年、テレビ東京）
- テレビ未来遺産"終戦"特別企画「報道ドラマ 生きろ 〜戦場に残した伝言〜」（2013年、TBS）
- 「トラベルライター青木亜木子」TX
- 「ペテロの葬列」④⑥TBS
- 「十津川捜査班10　十津川警部　悪女」CX
- 「返還交渉人　ーいつか沖縄を取り戻すー」NHK BSプレミアム
- 「花実のない森」TX
- 「あにいもうと」TBS
- 「渡る世間は鬼ばかり　3時間スペシャル2018」（新坂竜吉役）TBS

### 映画
- 「同胞」（監督　山田洋次）
- 「凶悪」（監督　白石和彌）

### 舞台
- 文学座「ふるあめりかに袖はぬらさじ」新橋演舞場　（1974年）
- 文学座「戦争で死ねなかったお父さんのために」（作：つかこうへい）（1974年）
- 文学座「郵便屋さんちょっと」（作：つかこうへい　演出：藤原新平）
- 文学座「数字で書かれた物語」（演出：藤原新平）
- 文学座「説教強盗」
- 文学座「桜ふぶき日本の心中」」（演出：木村光一）
- 文学座「困った絞とり」（演出：吉兼保）
- 「夢・桃中軒牛右衛門の」
- 「電信お玉」
- 文学座「誰がために鐘は鳴る」
- 文学座「にしむくさむらい」
- 文学座「四ッ木橋エレジー」
- 文学座「海ゆかば水漬く屍」
- 文学座「天才バカボンのパパなのだ」（1978年） - バカボン[4]
- 文学座「天神様のほそみち」
- 文学座「コルテ氏の休暇」
- 文学座「赤色エレジー」
- 文学座「ショートアイズ」
- 「三人姉妹」
- 文学座「病気」
- 文学座「太郎の屋根に雪降りつむ」
- 文学座「モビィディック　リハーハル」
- 文学座「ル・トルアディック教授の華麗なる黄昏」
- 「そして誰もいなくなった」
- 文学座「女の一生」
- 文学座「ジェルソミーナ」
- 文学座「よくかきくうきゃく」
- 「フール・フォア・ラブ」
- 文学座「さらだ殺人事件」
- 「諸国を遍歴する二人の騎士の物語」
- 「ジョバンニの父への旅」
- 文学座「ももからうまれたももたろう」
- 文学座「雨の運動会」
- 文学座「チェンジングルーム」
- 文学座「青ひげと最後の花嫁」
- 文学座「十二夜」
- 「山猫からの手紙」
- 文学座「猫ふんじゃった」
- 文学座「煙たなびく」
- 「遊遊家族」
- 「恋ぶみ屋一葉」
- 「カラカラ天気と五人の紳士」
- 「ローゼンクランツとギルデンスターンは死んだ」
- 「ピンクの象と五人の紳士」
- 文学座「ワイルド・スプリング」
- 文学座「鼻」
- 「不知火検校」
- こまつ座「たいこどんどん」
- 「噂のチャーリー」
- 文学座「思い出せない夢のいくつか」
- 文学座「特ダネ狂騒曲」
- 「遊国地の思想」
- 「月がとっても蒼いから」
- ピッコロ劇団「風の中の街」
- 文学座「雨が空から降れば」
- 文学座「THE BOYS　ストーンヘンジアパートの隣人たち」
- 「いぬもあるけばぼうにあたる」
- 文学座「牛乳屋テヴィエ物語」
- 「裸足で散歩」
- 文学座「夢の島イニシュマーン」
- 「二十世紀」
- 文学座「缶詰」
- 文学座「最後の晩餐」
- 地人会「クリスマス狂騒曲　ナポリ風」
- 「ちりもつもれば」
- 文学座「ロベルト・ズッコ」
- 文学座「リチャード三世」
- 文学座「踏台」
- 「名は五徳」
- 文学座「ゆれる車の音」
- 文学座「エスペラント」
- 文学座「AWAKE AND SING!」
- 文学座「犬が西むきゃ尾は東」
- 「冬物語」
- 文学座「風のつめたき櫻かな」
- みつわ会「暮れがた」
- 文学座「にもかかわらずドン・キホーテ」
- 文学座「三人姉妹」
- こまつ座「イーハトーボの劇列車」
- 文学座「近未来能　天鼓」
- 森組芝居「或る日、或る時」
- 「移動」
- 「馬留徳三郎の一日」

## 主な出演作品（声優）

### テレビアニメ
- 神鵰侠侶 コンドルヒーロー（2001年）
- 犬夜叉（2004年、じいや）
- それいけ!ズッコケ三人組（2004年、マイケル有村）
- ふたりはプリキュア Max Heart（2005年、植田さん）
- 結界師（2007年、江朱）

### 劇場版アニメ
- ゲド戦記（2006年）

### 吹き替え

#### 映画
- サイン（ネイサン）※DVD版
- スター・ウォーズ エピソード2/クローンの攻撃（クリーグ・ラーズ）
- スパイダーマン（ストローム博士）
- チップス先生さようなら（バーンリー〈デヴィッド・ホロヴィッチ〉）※NHK版
- 沈黙の断崖（コットン〈ハリー・ディーン・スタントン〉）※ビデオ版
- ドクター・ドリトル（ドクター・ジーン・レイス〈リチャード・シフ〉）※日本テレビ版
- 氷点下22℃ 救助隊、応答せよ
- フライトプラン
- マイアミ・ガイズ -俺たちはギャングだ-（ブリック）
- レジェンド・オブ・アロー ※NHK版

#### ドラマ
- アガサ・クリスティー 検察側の証人（ジョン・メイヒュー〈トビー・ジョーンズ〉[5]）
- ER緊急救命室シーズンXI #4（ヘイスリップ〈ジェームズ・キャラウェイ〉）
- イ・サン（ジュノ）
- 王女の男（温寧君）
- SHERLOCK（シャーロック）2
- 太王四神記
- 太陽を抱く月（ヒョンソン）
- チェオクの剣（マ・チュクチ）
- チャームド 〜魔女3姉妹〜 ファイナル・シーズン（ロー・パン〈クライド・クサツ〉）
- デスパレートな妻たち
- デックスの恐竜図鑑
- バーナビー警部
- 犯罪心理分析官インゲル・ヴィーク（エーリク・リンドグレン〈クリスター・ヘンリクソン〉）
- ファン・ジニ
- ミステリー・グースバンプス（ライト氏）
- 名探偵ダウリング神父
- 名探偵モンク7（ギルソン）
- ラブレイン
- ロズウェル - 星の恋人たち

#### アニメ
- おさるのジョージ（アンソニー・ピザ教授〈初代〉）
- リトル・レッド レシピ泥棒は誰だ!?（ジェリー）

### その他
- KRラジオ図書館・劇画特集1 「ザ・シェフ」（1987年4月5日、TBSラジオ）